# Yann Quentrec
Yannick „Yann“ Quentrec (* 17. Februar 1962 in Paris) ist ein ehemaliger französischer Leichtathlet, der sich auf den Kurzstreckenlauf spezialisiert hatte.

## Sportliche Karriere
Der 1,90 Meter große Yann Quentrec startete für den Racing Club de France in Paris. Er gewann 1986 und 1987 den französischen Meistertitel im 400-Meter-Lauf.
Bei den Junioreneuropameisterschaften 1981 in Utrecht belegte Quentrec den achten Platz im 200-Meter-Lauf und den fünften Platz mit der 4-mal-400-Meter-Staffel. Zwei Jahre später bei der Universiade in Edmonton erlief er Bronze mit der 4-mal-400-Meter-Staffel.
1983 schied Quentrec bei den Weltmeisterschaften in Helsinki mit der 4-mal-400-Meter-Staffel vorzeitig aus. 1984 bei den Olympischen Spielen in Los Angeles war Quentrec Vierter im neunten Vorlauf über 400 Meter, nur die ersten drei kamen ins Viertelfinale. Die 4-mal-400-Meter-Staffel mit Yann Quentrec, Didier Dubois, Jacques Fellice und Aldo Canti verpasste den Einzug in die zweite Runde um über eine Sekunde.
Zwei Jahre später bei den Europameisterschaften in Stuttgart belegte Quentrec in 45,89 Sekunden den fünften Platz im ersten Halbfinale und verfehlte den Finaleinzug um 0,09 Sekunden. Die 4-mal-400-Meter-Staffel mit Yann Quentrec, Philippe Gonigam, Jean-Jacques Boussemart und Aldo Canti wurde Achte. Im Jahr darauf bei den Weltmeisterschaften in Rom schied die Staffel in der zweiten Runde aus. 1992 kehrte Quentrec noch einmal ins Nationalteam zurück. Bei den Olympischen Spielen in Barcelona lief die 4-mal-400-Meter-Staffel mit Jean-Louis Rapnouil, Yann Quentrec, Stéphane Caristan und Stéphane Diagana die elftbeste Vorlaufzeit.

## Bestzeiten
- 200 Meter: 20,96 Sekunden, 14. Juni 1986, Dijon
- 400 Meter: 45,47 Sekunden, 17. August 1986, Köln